# Моисеев, Юрий Геннадьевич
Юрий Геннадьевич Моисеев (15 апреля 1967, Жагань — 3 января 1995) — советский и российский офицер, танкист, Герой Российской Федерации (1995, посмертно).
Во время первой чеченской войны командир танковой роты 74-й отдельной гвардейской Звенигородско-Берлинской ордена Суворова II степени мотострелковой бригады Сибирского военного округа гвардии капитан Ю. Г. Моисеев был тяжело ранен, однако продолжил руководить действиями подчинённых до конца боя. Бронегруппа выполнила поставленную задачу, но сам скончался (место неизвестно).

## Биография
Родился 15 апреля 1967 года в городе Жагань Любушского воеводства Польской Народной Республики в семье военнослужащего советской Северной группы войск. Русский. Окончил среднюю школу в посёлке Алабино Наро-Фоминского района Московской области[1].
В 1984 году призван в Вооружённые Силы СССР. После окончания в 1988 году Ульяновского высшего командного танкового училища направлен в Западную группу войск (Германия). Позднее переведён в 74-ю отдельную гвардейскую мотострелковую бригаду (город Юрга Кемеровской области), где командовал танковым взводом, а с 1992 года — танковой ротой[1].
В декабре 1994 года направлен в Чеченскую Республику, участник первой чеченской войны[1].
31 декабря 1994 года прибыв в составе 74-й бригады в чеченскую столицу, капитан Моисеев добровольно без приказа отправился в чужом танке в центр Грозного помочь военнослужащим, находящимся в окружении боевиков. Прорвавшись к Больничному комплексу, в ходе боя Юрий Моисеев личной наводкой уничтожил восемь огневых точек противника (данные из Представления к награде), создав этим безопасный коридор, благодаря чему большому количеству военнослужащих удалось выйти из окружения дудаевцев. Однако в очередном бою прямым попаданием из гранатомёта был сожжён танк Ю. Г. Моисеева. В тот момент, когда под огнём противника Юрий эвакуировал из горящего танка раненого механика-водителя Спирина, получил тяжелое ранение (данные из Представления к награде). Истекая кровью, дополз до соседнего танка и продолжил руководить действиями подчинённых до конца боя. Тем самым, бронегруппа выполнила поставленную задачу, захватив здание военного училища[1]. В Юргинскую бригаду поступили сведения, что капитан Моисеев пропал без вести. Через двое суток, 3 января, Герой оказался в медицинском пункте 8-го Волгоградского армейского корпуса в Грозном, где ему ампутировали ногу. По рассказам сослуживцев, этой же ночью Юрий скончался. Однако согласно личному исследованию его супругой Светланой Книги приёма и отправки раненных и погибших (хранится у начальника мед службы бывшего Волгоградского 8 армейского корпуса), 4 января 1995 года капитан Юрий Моисеев был отправлен в Моздок из медпункта живым. 14 января стало известно, что тело Юрия находится в Ростове. На бирке, прикреплённой к телу, запись - 11 января 1995 года. До настоящего времени дата смерти Героя России неизвестна. Похоронен на кладбище в Наро-Фоминском районе Московской области[1].
Указом Президента Российской Федерации № 490 от 15 мая 1995 года «за мужество и героизм, проявленные при выполнении специального задания» гвардии капитану Моисееву Юрию Геннадьевичу посмертно присвоено звание Героя России (медаль № 161)[1].

## Награды и звания
- Герой Российской Федерации (15 мая 1995, посмертно)[1]

## Память
На здании Алабинской средней школы, где учился Ю. Г. Моисеев, установлена мемориальная доска.
Его имя увековечено на памятнике воинам, погибшим на Северном Кавказе, на территории 74-й отдельной гвардейской мотострелковой бригады в городе Юрга.
Именем Героя России Юрия Моисеева названа улица в городе Волгоград.
О жизни Юрия его супругой Светланой написан рассказ "Чтобы родина жила", опубликованный в журнале "Московский вестник", и стихотворения, опубликованные в Альманахе "Рать", газете ВООВ "Боевое братство"